# Shenseea
琴西·琳達·李（英語：Chinsea Linda Lee，1996年10月1日—），艺名Shenseea（/ʃɛnˌsiːə/），是一位牙买加舞厅录音女艺术家。出演维布兹·卡特尔、肖恩·保罗和克莉絲汀·阿奎萊拉的歌曲音乐录影带而受到关注。2019年，她与新視鏡唱片签订了录音合同，并发行了与泰加合作的歌曲《Blessed》。
2021年，她在坎耶·韦斯特的《東妲》专辑中与罗迪·里奇合作的歌曲《Pure Souls》中亮相，该歌曲在美国销量达到500,000份，并与Rooga合作获得了《Ok Ok Pt 2》的金奖。由于坎耶与的专辑合作，Shenseea在第64届格莱美奖上作为特色艺术家获得了年度专辑提名。她还获得了2021年MOBO奖最佳雷鬼表演奖。2022年，她发行了首张专辑《Alpha》中与梅根·西·斯塔莉安合作的单曲《Lick》。